# Ernst von Glasow
Ernst Gustav Elimar von Glasow (* 21. Juli 1897 in Partheinen, Kreis Heiligenbeil, Ostpreußen; † 7. August 1969 in Schledehausen, Gemeinde Bakum) war ein deutscher Gutsbesitzer und Maler. Er ist der Vater der Malerin und Gesangspädagogin Gabriele von Glasow.

## Leben und Werk
Aufgewachsen ist Ernst von Glasow in Partheinen am Frischen Haff in Ostpreußen. Schon in seiner Kindheit entwickelte er ein starkes ästhetisches Empfinden für die Formenspiele von Licht und Schatten, die für sein späteres Wirken als Künstler prägend wurden. Nach dem Abitur 1914 erhielt er mit 17 Jahren seine Einberufung zum Militärdienst im Ersten Weltkrieg, den er als junger Offizier an der Ost- und Westfront erlebte.
Nach Kriegsende war durch das Erbe des väterlichen Gutes sein Leben als Gutsbesitzer und Landwirt vorgezeichnet. Für die Kunst blieb ihm nur wenig Zeit.
Auch im Zweiten Weltkrieg diente Ernst von Glasow als Offizier. Am 1. November 1941 wurde ihm eine Anerkennungsurkunde des Oberbefehlshabers des Heeres für hervorragende Leistungen auf dem Schlachtfeld verliehen. Er war als Oberstleutnant an der Ostfront, wurde an die Westfront versetzt und geriet 1944 bald nach der Landung der Alliierten in amerikanische Gefangenschaft, wo er sich dem Zeichnen von Aquarellen widmete. Tief geprägt durch den Krieg zog er zu Verwandten nach Vechta ins Oldenburger Münsterland, wo bereits seine Frau Charlotte, geborene von Berg, und die sieben Kinder untergekommen waren. Dort wagte er mit 49 Jahren einen Neubeginn als freischaffender Maler. Es gelang ihm, sich „vom naturalistischen Landschaftsmaler zum abstrakten Künstler“ zu entwickeln.
Neben Orts- und Stadtansichten sowie Landschaftsbildern schuf von Glasow in seiner neuen Heimat in den 1950er Jahren auch Wandgemälde in öffentlichen Gebäuden. Zu seinen ersten Werken dieser Art zählte das großflächige zweiteilige Wandbild Der Landkreis Vechta und seine Gemeinden (1953) im Treppenhaus des Trakts A der Handelslehranstalten (HLA) in Lohne im Landkreis Vechta. Dieses Wandbild entstand als „Kunst am Bau“ und zeigt die elf damaligen Kommunen des Landkreises mit charakteristischen Bauwerken, Landschaften sowie Tieren, Pflanzen und Geräten, die die wirtschaftlichen Schwerpunkte der Region darstellen. Es wurde 2020 restauriert. Das Kunstwerk in der damaligen landwirtschaftlichen Berufsschule mit landwirtschaftlichen Motiven wie Tieren und einem Bauernhof, das vermutlich 1955 entstand, wurde 1997 übermalt. Ein weiteres Wandbild schuf von Glasow 1957 für den Sitzungssaal des ehemaligen Kreishauses in Vechta (heute Niels-Stensen-Werk); es zeigte eine vereinfachte Darstellung der architektonischen, industriellen und landwirtschaftlichen Besonderheiten dieses Landkreises.
Seine Kohle- und Tuschezeichnungen zeigen Ansichten von Städten und Ordensburgen in Westpreußen und Ostpreußen, wie die Marienkirche in Danzig, die Marienburg (Malbork), weitere Kirchen und Burgen sowie Landschaftsbilder vom Haff und entlang der Weichsel, aber auch Bilder  aus der Nachkriegszeit in Südoldenburg.
Ernst von Glasow starb im August 1969 im Alter von 72 Jahren.

## Postume Ausstellungen
Nach postumen regionalen Ausstellungen in Vechta und Bakum im Jahr 2017 fanden Anfang der 2020er Jahre auch überregionale Ausstellungen der Werke Ernst von Glasows statt. Von Juni bis August 2020 wurde in der Kabinettausstellung Ernst von Glasow – Ostpreußische Baudenkmäler und Landschaften im Kulturzentrum Ostpreußen im ehemaligen Deutschordensschloss im bayerischen Ellingen eine Auswahl seiner Kohle- und Tuschezeichnungen gezeigt.
Im Sommer 2022 wurde diese Ausstellung in Kooperation mit dem Deutschen Kulturforum östliches Europa auch im Schloss Caputh in Schwielowsee gezeigt.